# Třetužel
Třetužel je malá vesnice, část obce Červený Újezd v okrese Benešov. Nachází se asi 4 km na severovýchod od Červeného Újezdu. V roce 2009 zde bylo evidováno 13 adres.
Třetužel leží v katastrálním území Horní Borek o výměře 6,25 km².

## Historie
První písemná zmínka o vesnici pochází z roku 1318.